# Means-End-Chain
Die Means-End-Chain-Theorie basiert auf der Annahme, dass Konsumenten die Motivation zum Kauf eines Produktes mit positiven Emotionen verbinden. Eine hierarchische Werthaltung (z. B. Komfort) der Konsumenten gegenüber einem Produkt führt dazu, dass Nachfrager Marken als Bündel von Eigenschaften (Means) nachfragen, um wünschenswerte Zustände (Ends) zu erreichen. Häufig sind diese Werthierarchien unbewusst und daher das resultierende Entscheidungsverhalten schwer messbar. Die Means-End-Chain-Theorie liefert Methoden, diese kognitiven mentalen Entscheidungsprozesse abzubilden. 
1. Schritt: Sammeln konkreter bzw. abstrakter Merkmale eines Produkts (z. B.: umweltfreundliches Auto)
2. Schritt: Bestimmen der funktionalen, sozialen oder psychischen Nutzenkomponenten und die folgenden Konsequenzen für den einzelnen Konsumenten (z. B.: Benzin sparen)
3. Schritt: Aufstellung der grundlegenden, maßgeblichen Werthaltungen (z. B.: lebenswerte Umwelt), die eine Begründung für das Verhalten und Entscheidungen des Konsumenten erklären
Basierend auf der Means-End-Chain-Theorie entstand in den 1980er Jahren die Laddering-Methode.